# Hideaki Takizawa
Hideaki Takizawa (滝沢秀明), född 29 mars 1982, är en japansk sångare och skådespelare.
Hideaki gick med i Johnny's Jimusho 1995 och är idag en framgångsrik sångare, skådespelare och en välkänd TV-personlighet. Han har medverkat i många dramaserier, reklamfilmer och syns ofta i TV-shower. Han var även modell för Final Fantasy X hjälten Tīda (Tidus på engelska).
Hideaki är medlem i Johnny's gruppen Tackey & Tsubasa, som består av Hideaki själv och Imai Tsubasa.